# Cuarto Informe de Evaluación del IPCC
El Cuarto Informe de Evaluación del Panel Intergubernamental sobre Cambio Climático (IPCC) de las Naciones Unidas (informe conocido como AR4 por sus siglas en inglés de 4th Assessment Report) es el cuarto en una serie de informes con el fin de evaluar desde los puntos de vista científico, técnico y socioeconómico la información conocida con respecto al cambio climático, sus efectos potenciales y las alternativas de mitigación y adaptación al mismo. El informe fue el más amplio, detallado y actualizado resumen de la situación del cambio climático hasta la fecha de su redacción (2007). Participaron en su redacción alrededor de 500 autores principales y 2000 revisores expertos, entre científicos, economistas y políticos pertenecientes a unos 120 países.

## Información
El cuarto informe de evaluación (AR4, 2007) fue publicado con las cuatro partes diferentes siguientes:
- Informe del grupo de trabajo I (por sus siglas en inglés WGI o Working Group I): Climate Change 2007: The Physical Science Basis.(Base de ciencia física). En español:  Resumen para responsables de políticas, resumen técnico y preguntas más frecuentes[3]
- Informe del grupo de trabajo II (WGII): Climate Change 2007: Impacts, Adaptation and Vulnerability.(Cambio Climático 2007.Impacto, Adaptación y Vulnerabilidad). En español: Resumen para responsables de políticas y resumen técnico[4]
- Informe del grupo de trabajo III (WGIII):[5] (Mitigación del Cambio Climático). En español:  Resumen para responsables de políticas  y Resumen técnico[6]
- Informe de síntesis (SYR): AR4 Climate Change 2007: Synthesis Report. En español: Informe de síntesis[7]

Para esta última sección, el IPCC publicó el informe principal y el resumen, conocido como Resumen para responsables de políticas. Los resúmenes de informes completos se han publicado como resúmenes de cada uno de los grupos de trabajo WGI, WGII y WG III, más la síntesis del informe.

## Conclusiones
Entre sus conclusiones, el reporte establece lo siguiente (en el Informe de síntesis):
1. Sobre cambios observados en el clima, y sus efectos:
- El  calentamiento  del  sistema  climático  es  inequívoco,  como evidencian ya los aumentos observados del promedio mundial de la temperatura del aire y del océano, el deshielo generalizado de nieves y hielos, y el aumento del promedio mundial del nivel del mar.
- Observaciones efectuadas en todos los continentes y en la mayoría de los océanos evidencian que numerosos sistemas naturales están siendo afectados por cambios del clima regional, particularmente por un aumento de la temperatura.
- Con un grado de confianza medio, están empezando a manifestarse otros efectos del cambio climático regional sobre el medio ambiente natural y humano, aunque muchos de ellos son difíciles de identificar a causa de la adaptación y de otros originantes no climáticos.

2. Sobre las causas del cambio:
- Las emisiones mundiales de gases de efecto invernadero (GEI) por efecto de actividades humanas han aumentado, desde la era preindustrial, en un 70% entre 1970 y 2004.
- Las concentraciones atmosféricas mundiales de CO2, metano (CH4) y óxido nitroso (N2O) han aumentado notablemente por efecto de las actividades humanas desde 1750, y son actualmente muy superiores a los valores preindustriales, determinados a partir de núcleos de hielo que abarcan muchos milenios.
- La  mayor  parte  del  aumento  observado  del  promedio  mundial de temperatura desde mediados del siglo XX se debe muy probablemente al aumento observado de las concentraciones de GEI antropógenos. Es probable que se haya experimentado un calentamiento antropógeno apreciable en los últimos cincuenta años, en promedio para  cada continente (exceptuada la región antártica).
- Los progresos realizados desde el Tercer Informe de Evaluación indican que las influencias humanas discernibles no se circunscriben al promedio de las temperaturas, sino que abarcan también otros aspectos del clima.
- El calentamiento antropógeno de los tres últimos decenios ha ejercido probablemente una influencia discernible a escala mundial sobre los cambios observados en numerosos sistemas físicos y biológicos.

3. Sobre el cambio climático proyectado y sus impactos:
- Hay un alto nivel de coincidencia y abundante evidencia respecto a que con las políticas actuales de mitigación de los efectos del cambio climático y con las prácticas de  desarrollo sostenible que aquellas conllevan, las emisiones mundiales de GEI seguirán aumentando en los próximos decenios.
- De proseguir las emisiones de GEI a una tasa igual o superior a la actual, el calentamiento aumentaría y el sistema climático mundial experimentaría durante el  siglo XXI numerosos cambios, muy probablemente mayores que los observados durante el siglo XX.
- El grado de confianza actual es superior al del Tercer Informe de Evaluación respecto a las pautas proyectadas del calentamiento y de otros aspectos de escala  regional, como la alteración de las pautas de viento o de la precipitación, y ciertos aspectos de los valores extremos y de los hielos marinos.
- Los estudios realizados desde el Tercer Informe de Evaluación han permitido comprender de manera más sistemática la cronología y magnitud de los impactos vinculados  a diferentes magnitudes y tasas de cambio climático.
- La alteración de la frecuencia e intensidad de los fenómenos  meteorológicos extremos, sumada al aumento del nivel del mar, tendrán previsiblemente efectos extremadamente adversos sobre los sistemas naturales y humanos.
- El calentamiento antropógeno y el aumento del nivel del mar proseguirán durante siglos debido a la magnitud de las escalas de tiempo asociadas a los procesos y  retroefectos climáticos, incluso aunque se estabilizasen las concentraciones de GEI.
- El calentamiento antropógeno podría producir impactos abruptos o irreversibles, en función de la rapidez y magnitud del cambio climático.

4. Sobre opciones de adaptación y de mitigación:
- Se dispone de una gran diversidad de opciones de adaptación, pero será necesaria una adaptación aun mayor que la actual para reducir la vulnerabilidad al cambio  climático. Hay obstáculos, límites y costos que no han sido suficientemente analizados.

- La capacidad adaptativa está íntimamente relacionada con el desarrollo social y económico, aunque se halla desigualmente distribuida tanto entre las sociedades como en el seno de estas.
- Los  estudios  realizados, tanto desde  una  perspectiva ascendente como descendente, indican que hay un  alto nivel de coincidencia y abundante evidencia de que existe un potencial económico sustancial de mitigación de las  emisiones  mundiales de GEI en los próximos decenios, que podría contrarrestar el crecimiento  proyectado de las emisiones mundiales o reducir estas por debajo de los niveles actuales. Aunque ambos tipos de estudios concuerdan a nivel mundial, exhiben considerables diferencias a nivel sectorial.
- Los gobiernos disponen de una gran diversidad de políticas e instrumentos para crear incentivos que primen las medidas de mitigación. Su aplicabilidad dependerá de las circunstancias nacionales y del contexto sectorial.
- Existen múltiples opciones para reducir las emisiones mundiales de GEI mediante la cooperación internacional. Hay un nivel de coincidencia alto y abundante evidencia de que el establecimiento de una respuesta mundial al cambio climático, el estímulo de toda  una  serie de políticas nacionales y la creación de un mercado internacional del carbono y de nuevos mecanismos institucionales al respecto son logros notables de la CMCC y de su Protocolo de Kyoto que podrían sentar las bases de los futuros esfuerzos de mitigación. Se ha avanzado también en el tratamiento de la adaptación en el marco de la CMCC y se han sugerido iniciativas internacionales ulteriores.
- En varios sectores es posible implementar opciones de respuesta para obtener sinergias y para evitar conflictos con otras dimensiones del desarrollo sostenible. Las decisiones sobre políticas macroeconómicas y otras políticas no climáticas pueden afectar notablemente las emisiones, la capacidad adaptativa y la capacidad adaptativa y la vulnerabilidad.

5. Sobre la perspectiva a largo plazo
- La determinación de lo que se entiende por “interferencia antropógena peligrosa con el sistema climático” en relación con el Artículo 2 de la CMCC implica juicios de valor. La ciencia, a ese respecto, puede ayudar a adoptar decisiones con conocimiento de  causa, en  particular proporcionando criterios para decidir cuáles serán las vulnerabilidades que se podrían considerar “clave”.
- Los ‘cinco aspectos preocupantes’ señalados en el Tercer Informe de Evaluación siguen constituyendo un marco viable para el estudio de las vulnerabilidades clave.  En  el  presente  trabajo, esos ‘aspectos’ se consideran más preocupantes que en el TIE. Muchos de los riesgos se identifican aquí con un grado de confianza más alto.  Algunos  serán  mayores, según las proyecciones, o se harán presentes con aumentos menores de la temperatura. La relación entre los impactos (el fundamento de los  “aspectos preocupantes” del TIE) y la vulnerabilidad (incluida la capacidad de adaptarse a los impactos) se conoce ahora con mayor detalle.
- Hay un grado de confianza alto en que ni la adaptación ni la mitigación conseguirán evitar, por sí solas, todos los impactos del cambio climático; pueden, sin embargo, complementarse entre sí y, conjuntamente, reducir de manera notable los riesgos de cambio climático.
- Muchos de los impactos pueden ser reducidos, retardados o evitados mediante medidas de mitigación. Los esfuerzos e inversiones en mitigación de los próximos dos o tres decenios determinarán en gran medida las oportunidades de alcanzar unos niveles de estabilización inferiores. El retardo en la reducción de emisiones reducirá notablemente esas oportunidades, e incrementará el riesgo de agravamiento de las repercusiones del cambio climático.
- Hay un nivel de coincidencia alto y abundante evidencia de que pueden alcanzarse todos los niveles de estabilización estudiados si se implementa una serie de  tecnologías actualmente disponibles o que previsiblemente se comercializarán en los próximos decenios, suponiendo que haya incentivos apropiados y eficaces para su desarrollo, adquisición, implantación y  difusión, y para hacer frente a los obstáculos correspondientes.
- Los costos macroeconómicos de la mitigación suelen aumentar a la par que el carácter restrictivo del objetivo de estabilización. Para determinados países y sectores, los costos variarán considerablemente respecto del promedio mundial.
- La respuesta al cambio climático conlleva a un proceso de gestión de riesgos iterativo que abarca tanto medidas de adaptación como de mitigación y que tiene presentes los daños, los cobeneficios, la sostenibilidad, la equidad y las actitudes ante el riesgo en relación con el cambio climático.

## Grupo de Trabajo I (WGI): bases científico físicas
El resumen del Grupo de Trabajo I (WGI) para los responsables de políticas (del inglés SPM o Summary for Policymakers) fue publicado el 2 de febrero de 2007 y revisado el 5 de febrero de 2007. El informe completo de WGI fue publicado en marzo y actualizado el 5 de septiembre de 2007. Se ha hecho accesible la página 34 sobre preguntas frecuentes del documento.
Cambio climático 2007: Las bases científico físicas, del informe WGI, “evalúa con el actual conocimiento científico los cambios naturales y antropomórficos de cambio climático, cambios observados en el clima, la fiabilidad de la ciencia actual, para atribuir los cambios a diferentes causas, y proyecciones para el futuro del cambio climático”
El informe fue producido por 620 autores y editores de 40 países y revisado por más de 620 expertos y gobiernos. Antes de ser aceptado, el sumario fue revisado línea por línea por representantes de 113 gobiernos durante la Décima Sesión de WGI, que tuvo lugar en París, Francia, entre 29 de enero y 1 de febrero de 2007.
Sobre la cuestión de calentamiento global y sus causas, el SPM estableció que:
- “el calentamiento de el sistema climático es inequívoco”
- “La mayoría del incremento observado de la temperatura desde mediados del siglo XX responde ´muy probablemente´ al incremento antropomórfico en los niveles de concentración de gases de efecto invernadero”

La Nota al pie 6 en la página 3 del resumen indica que ´muy probablemente´ y ´probable´ significan “la posibilidad de evaluar, usando opiniones de expertos” con un nivel de confianza del 90% y del 66%, respectivamente.

### Observaciones
El informe muestra muchos cambios observados en el clima y la composición de la atmósfera de la Tierra, las temperaturas medidas globales, las condiciones de los océanos y otros cambios climáticos.

#### Cambios en la atmósfera
El dióxido de carbono, el metano y  el óxido nitroso son todos gases de efecto invernadero de larga vida.
- El dióxido de carbono, el metano, y el óxido nitroso se han incrementado marcadamente como resultado de las actividades humanas desde 1750 y ahora superando ampliamente los valores preindustriales.

- La cantidad de dióxido de carbono atmosférico fue de (379 ppm) en 2005, excedíendo por mucho los rangos naturales de los últimos 650000 años (180 a 300 ppm).

- La cantidad de metano atmosférico es de (1774 ppm para el 2005 y supera ampliamente los rangos naturales de los últimos 650000 años (entre 320 ppm y 790 ppm).

- La fuente primaria del incremento de dióxido de carbono es el uso de los combustibles fósiles, pero el uso de tierras (para agricultura, ganadería, etc.) también contribuye tal incremento.

- La fuente primaria del incremento del metano es la combinación de las actividades agrícolas y los combustible fósiles, aunque no está bien determinado en cuánto contribuye cada uno.

- Las concentraciones de óxido nitroso han aumentado desde valores preindustriales de 270 ppm a 319 ppm en 2005. Más de un tercio de este aumento se debe a la actividad humana, principalmente la agricultura.

#### Calentamiento del planeta
Días fríos, noches frías, y eventos como las heladas se han hecho menos frecuentes. Días cálidos, noches cálidas, y olas de calor son más frecuentes. Adicionalmente:
- Diez de los once años del periodo (1995-2006) estuvieron en el ranking de los 12 años más cálidos en el registro instrumental (desde 1850, hacia el fin de la pequeña Edad de Hielo).

- El calentamiento en los últimos 100 años ha causado un incremento de 0,74 °C en la temperatura global. Siendo 0,6 °C el incremento predicho en el anterior Tercer informe evaluatorio de IPCC.

- El efecto de isla de calor urbana tiene una despreciable influencia (menos de 0,0006 °C por década sobre tierra y 0 sobre océanos) en las mediciones.

- Observaciones desde 1960 mostraron que los océanos han estado absorbiendo 80% del calor agregado al sistema climático, y que la temperatura en los océanos ha aumentado a profundidades de 300 m (9800 pies).

- “Las temperaturas en el ártico se han incrementado el doble que la tasa de temperatura mundial, en los últimos 100 años.”

- Es probable que los gases de invernadero hayan causado más calentamiento del observado que pudo ser amalgamado por el efecto enfriador de los volcanes y de los gases de aerosol emitidos por humanos. Ver Oscurecimiento global

- Las temperaturas medias del hemisferio norte durante la segunda mitad del siglo XX fueron más altas que cualquier periodo de 50 años en los 500 años anteriores y los más altos de los últimos 1300 años (incluyendo el Periodo cálido medieval y la Pequeña Edad de Hielo).

#### Hielo, nieve, permafrost, lluvia y océanos
Los documentos del Resumen para responsables de políticas (SPM) mostraron un incremento en la intensidad del viento, una reducción de la cobertura de permafrost, incrementos de tanto sequías como precipitaciones intensas. Adicionalmente:
- “La superficie de los glaciares de montaña y la cobertura de nieve ha descendido en los dos hemisferios”

- Las pérdidas en los capas de hielo de Groenlandia y Antártida han contribuido probablemente (>90%) al aumento del nivel del mar entre 1993-2003.

- El calentamiento de los océanos hace que el agua de mar se expanda, lo que contribuye al aumento del nivel del mar.

- El nivel del mar se ha incrementado a una tasa media de 1,8 mm/año durante el periodo 1961-1993. Y durante el periodo 1993-2003 ha aumentado la tasa a 3,1 mm/año. Aunque no está claro si es un cambio a largo plazo o una variabilidad temporal.

- Los hielos marinos de la Antártida muestran que no existe una tendencia general significativa, consistente a la falta de calentamiento en la región

#### Huracanes
- Se ha incrementado la intensidad de los huracanes en el Atlántico Norte desde los años 70 y este incremento esta correlacionado con el incremento de la temperatura en la superficie del agua.

- El incremento observado en la intensidad de los huracanes es mayor de lo que los modelos climáticos predicen para los cambios experimentados en la temperatura de la superficie.

- No hay una tendencia clara en el número de huracanes.

- También otras regiones parecen haber experimentado un incremento en la intensidad de los huracanes, pero hay preocupación sobre la calidad de los datos de estas regiones.

- Es más probable que no más de (>50%) tenga relación o contribuciones humanas en el incremento de la intensidad de los huracanes.

- Es probable en un (>66%) que veremos un incremento en la intensidad de los huracanes en el siglo XXI.

### Factores que calientan o enfrían el planeta

Cambios en forzante radiativos entre 1750 y 2005 como son estimados por el IPCC.

El AR4 describe los efectos de calentamiento y enfriamiento del planeta en ítems de forzante radiativo – la tasa de cambio de energía en el sistema, medido como potencia por unidad de área (en unidades SI, W/m²). El reporte muestra en detalle las contribuciones individuales (forzante positivo) de dióxido de carbono, metano, óxido nitroso, organohalógenos, y otros factores humanos que producen calentamiento, y efectos de calentamiento por origen de la actividad solar. También muestra efectos de enfriamiento (forzante negativo) de aerosol, cambios en  el uso de la tierra, y otras actividades humanas. Todos los valores son mostrados como cambios de condiciones preindustriales.
- El forzante radiativo total de la suma de todas las actividades humanas es de +1.6 watts/m²

- El forzante radiativo del incremento de la radiación solar desde 1750 es de +0.2 watts/m²

- El forzante radiativo del dióxido de carbono, metano, y óxido nitroso combinados muy probablemente (>90%) incrementando más rápido durante la era actual (1750-presente) que en cualquier otro momento en los últimos 10,000 años.

### Sensibilidad climática
La sensibilidad climática es definida como la cantidad promedio de calentamiento de la superficie siguiendo la duplicación de las concentraciones de dióxido de carbono. Es probable que esté en el rango de 2 a 4.5 °C, con la mejor estimación en 3 °C. Este rango de valores no es una proyección del aumento de la temperatura que veremos en el siglo XXI, cuando los futuros cambios en las concentraciones de dióxido de carbono no se conocen, los factores detrás de las concentraciones de dióxido de carbono afectan la temperatura.

### Proyecciones para el futuro basadas en el modelo
| Las cuatro familias de escenarios SRES del Cuarto Informe de Evaluación frente al calentamiento global proyectado para el 2100. |                                                                       |                                                           |
| AR4 (Summary; PDF) | Enfoque más económico                                                 | Enfoque más medioambiental                                |
| Globalización (mundo homogéneo)                                                                                                 | A1 crecimiento económico rápido (groups: A1T; A1B; A1Fl) 1.4 - 6.4 °C | B1 sostenibilidad del medio ambiente mundial 1.1 - 2.9 °C |
| Regionalización (mundo heterogéneo)                                                                                             | A2 orientación regional desarrollo económico 2.0 - 5.4 °C             | B2 sostenibilidad del medio ambiente local 1.4 - 3.8 °C   |

Las proyecciones del modelo están basadas en el análisis de varios modelos computacionales corridos en diferentes escenarios SRESS. Como resultado las predicciones para el siglo XXI, que se muestran a continuación.
- Temperatura del aire de la superficie en el siglo XXI:

- - Mejores estimaciones en el “escenario bajo”[15] es 1.8 °C con rango probable de 1.1 a 2.9 °C.
    - Mejores estimaciones para un “alto escenario”[16] es de 4.0 °C, con rango probable de ente 2.4 y 6.4 °C.
    - Se espera un aumento en las temperaturas de 0.1 °C por década para las próximas dos décadas, incluso si las concentraciones de gases de efecto invernadero y aerosoles fueran mantenidas a los niveles del año 2000.
    - Se proyecta un aumento de la temperatura de 0.2 °C por década en todos los escenarios SRES para las próximas dos décadas.
    - La confianza en estas protecciones a corto plazo están fortalecidas por la relación entre los viejos modelos y el incremento de la temperatura observado.

- Se estima que la subida del nivel del mar, basado en múltiples modelos que todos excluyen el flujo de capas de hielo debido a falta de bases en publicaciones científicas,[17]  será:
  - en el escenario bajo[15] de 18 a 38 cm
  - en el escenario alto[16] de 26 a 59 cm

- Es muy probable que haya un incremento de los periodos de calor, olas de calor y eventos de fuerte caída de lluvia.
- Es probable que haya un incremento de áreas afectadas por sequía, la intensidad de ciclones tropicales (lo que incluye huracanes y tifones) y la ocurrencia de grandes mareas.
- “El casquete polar ártico se estima que se reducirá tanto en  el Ártico como en el Antártico... En algunas proyecciones, la capa de hielo del Ártico desaparecerá casi enteramente durante el verano para la última parte del siglo XXI.”

Las proyecciones para escenarios específicos están basadas en múltiples análisis ejecutando muchos modelos climáticos y usando varios escenarios SRES. Los “escenarios bajos” se refieren a B1, y son la familia de escenarios más optimistas. Los “escenarios altos” se refieren a A1F1, la familia de escenarios más pesimistas.

#### Temperatura y aumento del nivel del mar para cada familia de escenarios SRES
Hay seis familias de escenarios SRES, y el AR4 incluye las temperaturas proyectadas y el aumento en los niveles de mar (excluyendo futuros y rápidos cambios en la dinámica de flujo de hielo) para cada familia de escenarios.
- Escenario B1
  - Las mejores estimaciones del aumento de temperatura de 1.8 °C con un rango probable de 1.1 a 2.9 °C.
  - Aumento del nivel del mar con un rango probable de [18 a 38 cm].
- Escenario A1T
  - Las mejores estimaciones del aumento de temperatura de 2.4 °C con un rango probable de 1.4 a 3.8 °C.
  - Aumento del nivel del mar con un rango probable de [20 a 45 cm].
- Escenario B2
  - Las mejores estimaciones del aumento de temperatura de 2.4 °C con un rango probable de 1.4 a 3.8 °C.
  - Aumento del nivel del mar con un rango probable de [20 a 43 cm].
- Escenarios A1B
  - Las mejores estimaciones del aumento de temperatura de 2.8 °C con un rango probable de 1.7 a 4.4 °C.
  - Aumento del nivel del mar con un rango probable de [21 a 48 cm].
- Escenario A2
  - Las mejores estimaciones del aumento de temperatura de 3.4 °C con un rango probable de 2.0 a 5.4 °C.
  - Aumento del nivel del mar con un rango probable de [23 a 51 cm].
- Escenario A1F1
  - Las mejores estimaciones del aumento de temperatura de 4.0 °C con un rango probable de 2.4 a 6.4 °C.
  - Aumento del nivel del mar con un rango probable de [26 a 59 cm].

### Citas seleccionadas del Resumen para Responsables de Políticas del Grupo de trabajo I
“Ambas emisiones de dióxido de carbono antropogénico del pasado y futuro continuaran contribuyendo al calentamiento y el aumento del nivel del mar por más de un milenio, debido a la escala de tiempo requerida para remover este gas de la atmósfera.”

### Reacciones al contenido del informe del Grupo de trabajo I (WGI)
En las semanas antes a la publicación del primer informe, la controversia estalló sobre las proyecciones del cambio del nivel del mar, que en el nuevo informe fue estimado menos que en las estimaciones previas. El texto ahora publicado da una advertencia de que las nuevas estimaciones del aumento del nivel del mar pueden ser bajas. ”Procesos dinámicos relacionados al flujo de hielo no incluidos en los actuales modelos pero sugeridos por recientes observaciones pueden incrementar la vulnerabilidad del calentamiento de las capas de hielo, incrementando el futuro aumento del nivel del mar.” El punto medio del aumento del nivel del mar se estima entre ±10% de los anunciados en TAR; pero el rango se ha reducido.
Martin Rees, el presidente de la Royal Society, dijo, “Este informe pone en claro, más convincentemente que antes, que las acciones humanas están escritas en gran parte en los cambios que estamos viendo, y que veremos, en el clima. El IPCC enfatiza fuertemente que substanciales cambios climáticos son inevitables, y que tendremos que adaptarnos a ellos. Esto debería empeñarnos a todos nosotros – líderes del mundo, empresas e individuos – hacia acciones en vez de parálisis por el miedo. Nosotros necesitamos reducir nuestras emisiones de gas de invernadero y prepararnos par los impactos del cambio climático. Aquellos que quieran afirmar lo contrario ya no pueden seguir usando a la ciencia como base de sus argumentos.”
El secretario de Energía de los estados Unidos de América Samuel Bodman dijo en una conferencia sobre el informe que el mismo tenía “fundamentos científicos sólidos” y que “como el presidente ha dicho, y este informe lo pone en claro, la actividad humana está contribuyendo a los cambios en el clima de nuestra tierra y este punto ya no es puesto en debate. ” Kurt Volker, Principal Deputy Assistant Secretary for European and Eurasian Affairs, dijo “Nosotros apoyamos el reciente informe del IPCC, en el cual científicos estadounidenses jugaron un rol importante.”
Basados en el informe, 46 países realizaron la declaración "llamada a la acción de París”, leída por el presidente de Francia Jacques Chirac, llamando a la creación de una Organización de Naciones Unidas para el Medio Ambiente (United Nations Enviroment Organization, UNEO), que tendría más capacidad que el actual Programa de las Naciones Unidas para el Medio Ambiente (UNEP), y seguiría el modelo de la más potente Organización Mundial de la Salud. Los 46 países incluían las naciones de la Unión Europea, pero notablemente no incluian a los EE. UU., China, Rusia, e India, los cuatro mayores emisores de gases de invernadero.

## Grupo de Trabajo II (WGII): Impactos, adaptación y vulnerabilidad
El Resumen para Responsables de Políticas del Grupo de Trabajo II fue publicado el 6 de abril de 2007. El informe completo fue publicado el 18 de septiembre de 2007.
El WGII estableció que “evidencia de todos los continentes y la mayoría de los océanos muestra que muchos sistemas naturales han sido afectados por cambios climáticos regionales, particularmente incrementos en la temperatura.”

### Observaciones
Algunos cambios han sido asociados con cambios climáticos a diferentes niveles de confianza.
Con una alta confianza (alrededor de 80% de posibilidades de ser correcto) el WGII afirma que el cambio climático ha dado lugar a:
- Más y más grandes lagos de glaciares
- Incremento en la inestabilidad del suelo en regiones de permafrost
- Incremento de avalanchas de rocas en regiones montañosas
- Cambios en algunos ecosistemas árticos y antárticos
- Aumento de la escorrentía y un temprano pico de descarga de primavera en ríos alimentados por glaciares o nieve
- Cambios que afectan a las algas, plancton, peces y zooplancton por aumentos en la temperatura del agua y cambios en:
  - cobertura de hielo
  - salinidad
  - niveles de oxígeno
  - circulación de agua

Con un alta confianza (alrededor del 90% de posibilidades de ser correcto) el WGII afirma que el cambio climático está afectando a sistemas biológicos en estos aspectos:
- Eventos de primavera como la apertura de hojas, puesta de huevos, y migraciones están ocurriendo más temprano
- Hacia los polos y hacia latitudes más altas, hay cambios en la variabilidad de especies de plantas y animales.

### Atribución de los cambios
El WGII reconoce la dificultad de atribuir cambios específicos al calentamiento global por causas humanas, afirmando que “Limitaciones y lagunas previenen más la atribución de las causas a los sistemas observados que al calentamiento antropomórfico” pero se ha encontrado que el acuerdo entre los cambios observados y los proyectados fueron “Sin embargo … suficientes para concluir con gran confianza que el calentamiento antropomórfico durante las últimas tres décadas han tenido una discernible influencia en muchos sistemas físicos y biológicos.”

### Proyecciones
El WGII describe algo de lo que pronostica para la centuria que viene, basado en estudios y proyecciones de modelos.

#### Agua dulce
Se proyecta con un nivel alto de confianza que:
- regiones secas se vuelvan más secas, y que las regiones húmedas se vuelvan más húmedas. “Para mitad de centuria, el promedio anual de escurrimiento de ríos y disponibilidad de agua se proyecta se incrementará en 10 - 40 % en latitudes altas y algunas áreas tropicales, y decrecerán en 10 – 30 % sobre algunas regiones áridas en latitudes medias y en los trópicos secos...”
- Zonas afectadas por la sequía se volverán más grandes
- Eventos de fuertes precipitaciones es muy probable que se vuelvan comunes y aumentara el riesgo de inundaciones
- Los suministros de agua guardados en glaciares y la cobertura de nieve serán reducidos en el curso de la centuria

#### Ecosistemas
Se proyecta con un gran nivel de confianza que:
- la resiliencia de muchos ecosistemas es probable que sea excedida en esta centuria por la combinación de calentamiento global y otras causas de estrés.
- la remoción de carbono por los ecosistemas terrestres es probable que llegue a un pico antes de mitad de centuria y a continuación se debilitara o revertirá. Esto amplificará el cambio climático.

#### Alimentos
La proyección del Grupo de trabajo III, con una confianza media (alrededor de 5 oportunidades de cada 10 de ser correcto), es que globalmente, el potencial de la producción de alimentos se incrementará con un aumento de temperatura de 1 – 3 °C, pero decrecerá a rangos de temperatura mayores.

#### Sistemas costeros
Se proyecta con gran nivel de confianza que:
- las costas serán expuestas a un riesgo incrementado como erosión costera debido al cambio climático y al aumento del nivel del mar.
- “incrementos en la temperatura de la superficie del mar de 1–3 °C, como resultado eventos más frecuentes blanqueo de coral y una mortalidad general, a menos que allá una adaptación al cambio de temperatura o aclimatación de los corales”
- que “muchos millones de personas" estarán sometidas a inundaciones todos los años debido al aumento del nivel del mar para los años 2080”

### Objeciones al texto original del WGII
Negociadores de EE. UU. lograron eliminar el texto llamando a eliminar las emisiones de gas de invernadero, de acuerdo con Patricia Romero Lankao, una de los autores del Centro Nacional de Investigación Atmosférica (NCAR). El borrador original decía “De cualquier modo, la sola adaptación no es esperado que haga frente con todos los efectos proyectados para el cambio climático, y especialmente no en el largo plazo como la mayoría de los impactos con el aumento de magnitud, {Medidas de mitigación serán también necesarias.” La segunda oración del texto no aparece en la versión final del informe.
China realizó objeciones a la redacción y dice que “basado en las evidencias observadas, hay una alta confianza que muchos sistemas naturales, en todos los continentes y la mayoría de los océanos, son afectados por cambios climáticos regionales, particularmente incremento de la temperatura”. Cuando China preguntó si la palabra “muy” podía ser afectada, tres autores científicos se resistieron, y el punto muerto fue roto solo por el compromiso de borrar alguna referencia a los niveles de confianza.

## Grupo de trabajo III (WGIII): Mitigación del cambio climático
El Grupo de Trabajo III Resumen para Responsables de Políticas (SPM) fue publicado el 4 de mayo de 2007 en la 26th sesión del IPCC. El informe completo WGIII fue publicado en línea en septiembre del 2007.
El IPCC combino en Bangkok en 30 de abril para empezar la discusión en el resumen del proyecto, con la participación de 400 científicos y expertos de 120 países. En el completo encuentro del IPCC el 4 de mayo, se llegó a un acuerdo en una reunión más grande de cerca de 2000 delegados. Una de las claves del debate fue la concerniente al propuesto límite en las concentraciones de gas de invernadero en la atmósfera de entre 445 partes por millón y 650 partes por millón para evadir cambio un climático peligroso, con presiones sobre los países en vías de desarrollo para bajar sus emisiones a los límites más bajos. A pesar de esto, las figuras de la propuesta original fueron incorporadas al Resumen para Responsables de Políticas. El resumen concluye que la estabilización de las concentraciones de gases de efecto invernadero es posible a un costo razonable, con una estabilización de 445 ppm y 535 ppm costando menos que un 3% del PBI.
El WGIII del informen analiza la opciones de mitigación para los sectores principales en el cercano plazo, abordando también cuestiones intersectoriales como sinergias, co-beneficiarios, y compensaciones. También provee información en estrategias de mitigación en el largo plazo para varios niveles de estabilización, prestando especial atención a las implicaciones de estrategias a corto plazo para el logro de los objetivos a largo plazo.

### Mitigación en el corto y el medio plazo (antes del 2030)
El Resumen para Responsables de Políticas concluye que hubo altos niveles de acuerdo y mucha evidencia de que ´hay sustanciales potenciales económicos para la mitigación de la emisión de los gases de efecto invernadero globales para las décadas siguientes, eso podría compensar el crecimiento global de las emisiones o reducir las emisiones por debajo de los actuales niveles´, tomando en cuenta costos financieros y sociales y beneficios. Tecnologías con los mejores potenciales económicos dentro de esta escala de tiempo son:
| Sector                      | Tecnologías claves para la mitigación y prácticas actualmente disponibles en el mercado | Tecnologías claves para la mitigación y prácticas proyectadas a ser comercializadas antes del 2030 |
| Suministro de energía       | Mejorar suministros y eficiencia de distribución; cambiar combustibles de carbón a gas; energía nuclear; el calor y la energía renovable (hidráulica, solar, eólica, geotérmica y bioenergía); combinación de calor y energía; primeras aplicaciones de CCS (e.g. almacenamiento de CO2 removido del a partir del gas natural) | Captura y almacenamiento de carbono (CCS) para gas, biomasa y carbón en instalaciones para la generación de electricidad; plantas de energía nuclear avanzadas; energía renobable avanzada, incluyendo mareas y energía de las olas, concentración solar, y solar fotovoltaica.        |
| Transporte                  | Vehículos más eficientes en combustible; Vehículos híbrido eléctrico; vehículos de disel limpio; Biocarburantes; cambio modal de rutas de transporte a ferrocarril y sistemas de transporte público; transporte no-motorizado (ciclismo, caminata); uso de transporte terrestre y planificación de transporte | Segunda generación de biocombustibles; aviones más eficientes; veiculos eléctricos e híbridos más avanzados con más poderosas y confiables baterías |
| Construcciones              | iluminación eficiente e iluminación natural; más eficientes aplicaciones eléctricas y aparatos de enfriamiento y calentamiento; cocinas mejoradas, mejorar aislaciones térmicas; casas pasivas y solar activa diseños para enfriamiento y calentamiento; alternativas de refrigeración de fluidos, captura y reciclado de gases de fluorinado | Diseños integrados de construcciones comercialesincluyendo tecnologías, como el medidor inteligente que provee una retroalimentación y control; construcciones con paneles solares incorporados                                                                                        |
| Industria                   | Un uso más eficiente de los equipamientos eléctricos; calor y freno regenerativo; reciclaje de material y substitución; control de emisiones de CO2; y una gran gama de tecnologías de procesos para específicos | Avanzada eficiencia de energía; CCS para la manufactura de cemento, amoníaco, y hierro; electrodos inertes para la manufactura de aliminio |
| Agricultura                 | Mejorar el manejo de los cultivos y tierras de pastoreo para incrementar las reservas de carbono del suelo; restauración de cultivos en suelos de turba y tierras degradadas; mejorar las técnicas de cultivo de arroz y ganadería y gestión de estiércol para reducir las emisiones de CH4; mejorar las técnicas de aplicación de fertilizantes nitrogenados para reducir las emisiones de N2O; dedicar el uso de energías de cultivos para reemplazar combustible fósil; una mayor eficiencia energética | Mejorar el Rendimiento de los cultivos |
| ingeniería forestal/bosques | Forestación; reforestación; manejo de bosques; reducir la deforestación; cosecha gestión de productos de madera cosechada; uso de productos forestales para bioenergía para reemplazar el uso de combustibles fósiles | Mejora de las especies de árboles para incrementar la productividad de los biomas y biosecuestración de carbono. Mejora de las técnicas de teledetección para el análisis de la vegetación / el potencial de secuestro de carbono del suelo y asignación de cambio de uso de la tierra |
| Basura                      | Vertedero con recuperación de metano; basura icineración con recuperación de energía;hacer compost con basura orgánica; tratamiento de aguas residuales controlado; reciclaje y minimización de basura | Biocovers y biofiltros para optimizar la oxidación de CH4 |

El IPCC estima que estabilizar los gases de efecto invernadero entre 445-535 ppm de  Dióxido de carbono equivalente resultaría en una reducción de promedio anual de GDP creciendo a rangos de menores de 0.12%. Estabilizandose en 535 a 590 ppm, se reduciría el crecimiento el promedio anual de GDP a un rango de 0.1%, mientras que una estabilización de 590 a 710 ppm reducirá el promedio anual a rangos de 0.06%. Hay un gran acuerdo y mucha evidencia que una fracción sustancial de estos costos de mitigación son compensados por los beneficios a la salud como resultado de una menor contaminación atmosférica, y habrá futuros ahorros de costos de otros beneficios como un incremento de la seguridad energética, aumento de la producción agrícola, reducción en la presión sobre los ecosistemas naturales también, en ciertos países, mejoras en los balances de comercio, prohibiciones de energía moderna a áreas rurales y empleo.
El IPCC considera que el logro de estas reducciones requerirá ´un gran cambio en el patrón de inversión, aunque la inversión adicional neta requerida oscila entre un despreciable a un 5-10%´. Ellos llegan a la conclusión de que tiene un costo más efectivo invertir en la mejora de un uso de  eficiencia energética, que aumentar el suministro de energía.
En términos de generación de electricidad, el IPCC prevé que energía renovable puede proveer de un 30 a 35% de la electricidad del 2030 (aumentando del 18% en el 2005) a un precio del carbono de más de US$50/t, y un energía nuclear pueden aumentar de un 16% a 18%. Ellos advierten también que altos precios del petróleo pueden dar lugar a la explotación de alternativas de alto carbono como arenas aceiteras, pizarra bituminosa, petróleo crudo pesado, y Combustible sintético derivado de carbón o gas natural, dando lugar a un aumento de las emisiones, a menos que la captura de carbono y tecnologías de almacenamiento sean utilizadas.
En el sector del transporte ha habido un mediano acuerdo y evidencia de que las opciones de mitigación múltiple puede ser contrarrestado por un uso incrementado. Y que ha habido muchas barreras y falta de marcos en las políticas de los gobiernos.
Existe un gran acuerdo y mucha evidencia que, a pesar de muchas barreras (particularmente en los países en desarrollo), nuevas y existentes construcciones pueden reducir las emisiones considerablemente, y que esto también proveerá otros beneficios en términos de mejoras en la calidad del aire, bienestar social y seguridad energética.

### Mitigación en el largo plazo (más allá de 2030)
El IPCC informó que la efectividad de los esfuerzos de mitigación en las dos o tres décadas venideras tendrán un gran impacto en la habilidad de estabilizar los gases de invernadero a niveles bajos, y el nivel más bajo de estabilización, lo más rápido que las emisiones lleguen a un pico y comiencen a declinar. Por ejemplo, para estabilizarse entre 445 y 490 ppm (resultando en una estimación de temperatura de 2 a 2.4 °C por arriba de la media preindustrial) el pico de las emisiones tiene que ser antes del 2015, con una reducción del 50 a 85% los niveles del 2000 para el 2050.
Hay un gran acuerdo y mucha evidencia que la estabilización podría lograrse para el 2050 usando las tecnologías actuales, proveyendo apropiados y efectivos incentivos que fueron puestos en marcha para su desarrollo, adquisición, desarrollo y difusión, y esas barreras fueron removidas. Para al estabilización a niveles bajos el IPCC esta de acuerdo en las mejoras necesarias en intensidad de emisiones para hacerse más rápido de lo que han hecho en el pasado, y será necesario una gran esfuerzo en la eficiencia pública y privada en la investigación, desarrollo & demostración e inversión en nuevas tecnologías durante las próximas décadas. El IPCC señala que los gobiernos han venido financiando cada vez menos los programas de energía en los últimos 20 años,  y ahora con la mitad de los niveles de 1980. Retrasos en cortar las emisiones dará lugar a una estabilización más alta de las emisiones incrementado el riesgo de impactos más severos del cambio climático,  cuantas más de las tecnologías de alto nivel de emisionea se han desplegado.
Entre las mediciones que pueden ser usadas, hay un gran acuerdo y mucha evidencia que las políticas que ponen un costo a las emisiones de carbono podrían incentivar a consumidores y productores. Precios en el carbono de 5 a 65 US$/tCO2 en 2030 y de 15 a 130 US$/tCO2 para el 2050 son previstas estabilizar 550 ppm para 2100.

## Síntesis del Informe AR4
Una versión preliminar de la Síntesis del Informe AR4, Summary for Policymakers (SPM) PDF (1.92MB) — PDF, “Sin perjuicio de corrección de estilo final”, fue publicado el 16 de noviembre de 2007.

La síntesis del informe da un paso más que los tres primeros informes Cambio Climático 2007 de los Grupos de Trabajo: este es el esfuerzo decisivo para integrar y comprimir esta riqueza de información en un documento legible y conciso explícitamente dirigido a políticos. El reporte de síntesis también trae partes relevantes de algo del material encontrado en los informes de los diferentes Grupos de Trabajo además de lo que se incluye el Resumen para Responsables de Políticas en estos tres informes. Está previsto que sea un poderoso documento de referencia científica reconocida de alta relevancia política, lo que será de mayor contribución a las discusiones del 13th Conferencia de Partes en Bali durante diciembre del 2007. De hecho, esta Conferencia fue pospuesta para contener el Informe de Síntesis del IPCC para salir primero.
-- Conferencia de prensa sobre el lanzamiento de la Síntesis del Informe del IPCC

Los seis temas de dirección del Informe de Síntesis son:
1. Cambios observados en el clima y sus efectos (Grupos de Trabajo 1-2).
2. Causas del cambio (Grupos de Trabajo 1, 3).
3. Cambio climático y sus impactos en el corto y largo plazo bajo diferentes escenarios (Grupos de Trabajo 1, 3).
4. Opciones de adaptación y mitigación y respuestas, y las interrelaciones con el desarrollo sostenible, a nivel global y regional. (Grupos de Trabajo 2, 3).
5. Perspectivas a largo plazo: aspectos científico y socioeconómico relevantes y adaptación y mitigación, consistente con los objetivos y disposiciones de la Convención [sic], y en el contexto de desarrollo sostenible (Grupos de Trabajo 1, 3).
6. Conclusiones sólidas, las principales incertidumbres (Grupos de Trabajo 1, 3).

La “Convención” mencionada en el tópico 5 es la Convención Marco de las Naciones Unidas sobre el Cambio Climático (CMNUCC).
Las principales conclusiones del Informe de Síntesis del AR4 fueron discutidos el miércoles 13 de diciembre de 2007 en la Conferencia de Naciones Unidas sobre Cambio Climático (CMNUCC COP 13-CMP 3) en Bali, Indonesia, que tuvo lugar el 3-14 de diciembre de 2007 (ver sitio Web de CMNUCC).

### El calentamiento antropomórfico podría llevar a algunos impactos que son bruscos o irreversibles
El SPM establece que “Calentamiento antropomórfico podría llevar a algunos impactos que son bruscos o irreversibles, dependiendo de la velocidad y magnitud del cambio climático.”
- “Existe una confianza media de aproximadamente 20-30% de especies evaluadas hasta el momento es probable que incrementado el riesgo de extinción si incrementa el calentamiento global promedio excediendo 1.5-2.5 °C (relativo a 1980 1999). Si la temperatura promedio global excede a 3.5 °C, los modelos de proyección sugieren significantes extinciones (40-70% de las especies evaluadas) en todo el mundo.”

- “Pérdidas parciales de las capas de hielo en tierra polar implican aumento de nivel del mar en metros, grandes cambios en las líneas costeras e inundaciones de áreas bajas, con grandes efectos en deltas de ríos e islas bajas. Estos cambios se proyecta que ocurran en la escala de tiempo de un milenio, pero no puede excluirse un rápido aumento del nivel del mar en esta centuria.”

## Críticas
El Cuarto informe de evaluación ha sido sujeto a críticas. Escépticos del calentamiento global antropomórfico afirman que sus reclamos no fueron suficientemente incorporados al informe. Otros ven al IPCC muy conservador en las estimaciones de los daños potenciales del cambio climático. El informe también ha sido criticado por la conclusión de un dato erróneo de la caída de los glaciares del Himalaya.
Relacionado al tema del calentamiento global en general, el Cuarto informe de evaluación del IPCC ha sido discutido por muchos cuerpos incluidos funcionarios de gobierno, grupos especiales interesados y organizaciones científicas; ver el artículo Políticas del calentamiento global para una completa discusión de las políticas que rodean el fenómeno, y las posiciones de las partes involucradas.
Las Naciones Unidas apuntaron a la independencia del grupo de científicos para “revisar los trabajos de el principal panel de científicos climáticos del mundo” que lo reportaron en septiembre de 2010.